# リバダビア級戦艦
| リバダビア級戦艦    | リバダビア級戦艦 |
| ------------------- | --- |
| 戦艦リバダビア      | |
| 艦級概観            | |
| 艦種:               | 戦艦 |
| 艦名                | 人名 |
| 前級                | |
| 次級                | |
| 性能諸元 （竣工時） | |
| 排水量:             | 基準: 27,720 トン 常備: 27,940 トン 満載: 30,600 トン |
| 全長:               | 182.3 m 180.0m（水線長） |
| 全幅:               | 30.03 m |
| 吃水:               | 8.5 m |
| 機関:               | バブコック&ウィルコックス式石炭専焼缶16基+カーチス式ギヤード・タービン3基3軸推進 40,000 hp |
| 燃料:               | 石炭: - トン |
| 最大速力:           | 22.5 ノット |
| 航続距離：          | 15ノット / 7,000 海里 |
| 乗員:               | 1,130 名 |
| 兵装:               | 30.5cm（50口径）連装砲: 6 15.2cm（50口径）単装砲: 16 10.2cm（50口径）単装砲: 16 53.3cm単装水中魚雷発射管: 2 |
| 装甲:               | 舷側: 305mm（主装甲帯）、229～203mm（第一甲板部）、152mm（最上甲板部）、127mm（水面下部） 甲板: 38mm（最上甲板部）、76mm（主甲板部平面部、水線下傾斜部）、19mm（艦底部） 主砲塔: 305mm（前盾）、229mm（側盾）、279mm（後盾）、76mm（天蓋） 副砲ケースメイト: 152mm バーベット: 279 mm 司令塔: 305～229mm |

リバダビア級戦艦 (Rivadavia class battleship) は、アルゼンチン海軍の戦艦。1900年代初頭に南アメリカのABC強国が建艦競争をおこない、アルゼンチンがアメリカ合衆国に2隻を発注した 。弩級戦艦として1915年に就役後、第二次世界大戦後の1950年頃まで長く運用された。1番艦リバダニアはイタリアで、2番艦モレノは日本で解体された。

## コンセプト
本級は1908年12月のアルゼンチン海軍拡張計画において、建造が決定された艦である。弩級戦艦の基本形が定まっていない時期に手探りで設計されたため、列強海軍の弩級戦艦の各種特徴が集約された設計となった。

## 建造までの経緯
アルゼンチン海軍は1908年度に巨砲を混載する準弩級戦艦の建造を計画したが、隣国ブラジルが1906年にイギリスに弩級戦艦「ミーナ・ジェライス級」を発注した情報を知ると、計画方針を弩級戦艦建造に変更した。アメリカの造船会社15社から設計案を吟味したうえで、アメリカの造船所に発注した。アメリカ、イギリス（ネプチューン、コロッサス級戦艦）、イタリア王国（ダンテ・アリギエーリ）、ドイツ帝国、オーストリア＝ハンガリー帝国など、列強の同世代戦艦から影響を受けた。ブラジル戦艦の性能を上回るため、排水量はブラジル艦の50%増しとなり、装甲も重厚で速力も上であった。建造計画では2隻の予定で、1912年に上院はもう1隻の追加建造も認め3隻となったが、財政難により3隻目の建造は実現しなかった。

## 概要

### 艦形

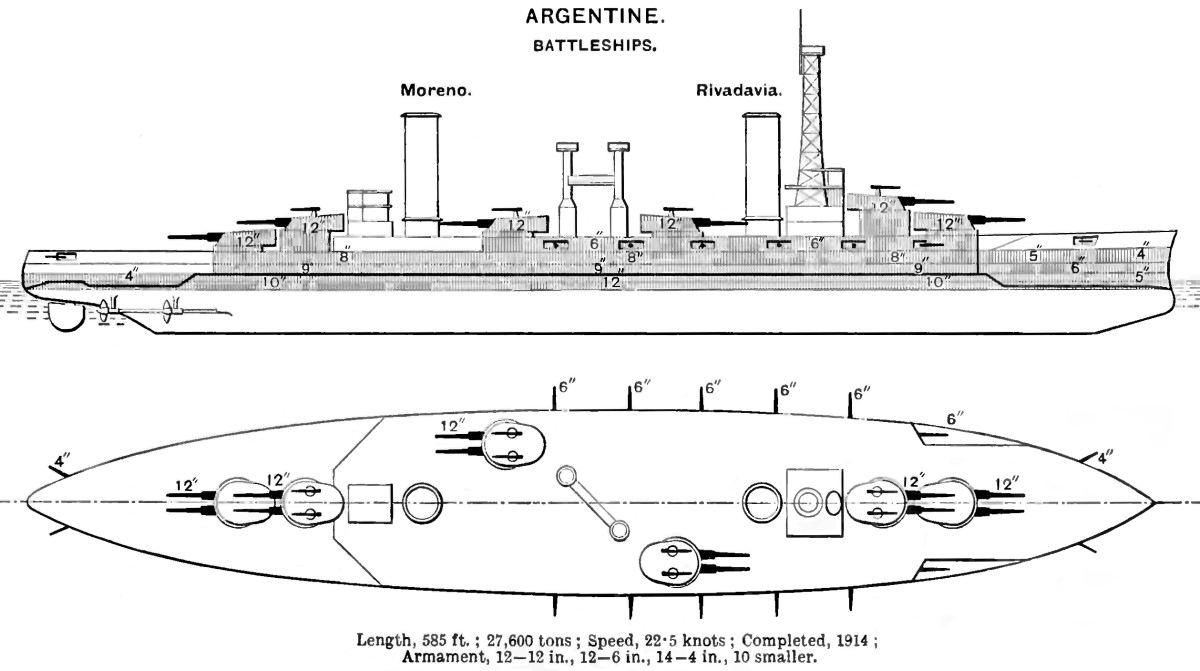
本級の武装・装甲配置を示した図。

船体は長船首楼型で、艦首から5番主砲塔下部まで最上甲板が続いているために凌波性が高く、航洋性能に優れた。主砲は新設計の「USA 1910年型 Mark7 30.5cm（50口径）砲」を連装砲塔に収めている。艦首から順に1番・2番主砲塔を背負い式に2基配置し、その背後に装甲司令塔と艦橋を組込んだアメリカ式の籠マスト型前檣を置く。1番煙突と2番煙突の間を広く離すなど、缶室の間を広く取るのはフランス式の設計である。3番・4番主砲塔を、二本の探照灯台を挟んで互い違い、かつ背中合わせ形式で斜めに配置したのはイギリス式である。その後方に後部単脚檣と後部艦橋を置き、この背後に後ろ向きで背負い式に5番・6番主砲塔を配置した。推進器はドイツ式に3軸推進とされ、舵は中心線上に主舵1枚を配した。有力な口径の副砲を配置したのはドイツ式で、最上甲板の下部に、2番主砲塔下部から5番主砲塔下部の部分にかけ、ケースメイト式に「15.2cm（50口径）単装砲」を片舷8基計16門搭載した。これはアルゼンチン海軍が、列強海軍のように、艦隊に付随できる充分な数の巡洋艦を保有できないため、独力で敵巡洋艦を確実に排除できる砲が必要であったためである。他に対水雷艇用に甲板上や主砲塔上に10.2cm（50口径）単装砲を16基搭載した。他に対艦用に水面部に53.3cm単装魚雷発射管を2基2門装備した。

### 防御
本級の防御は同世代の各国新戦艦に比べて強固である。具体的には設計時の各国弩級戦の舷側装甲厚はイギリス海軍の「セント・ヴィンセント級」が254mm、アメリカ海軍の「フロリダ級」が279mmであり12インチ=305mmに満たないものが普通で、例外的にドイツの「ヘルゴランド級」が舷側装甲305mmと強固であり、本級はこれと同等だった。また、この時代の戦艦では珍しく艦底面に19mmの装甲を張っている。これは同時期に建造されていたオーストリア＝ハンガリー帝国海軍の「テゲトフ級」に見られる工夫である。

### 機関
機関はバブコック&ウィルコックス式石炭専焼缶を18基とタービン機関を3基搭載、合計で最大出力40,000hpに達し、速力22.5ノットを発揮した。これはライバルの「ミーナ･ジェライス」よりも1.5ノット優速である。機関配置は缶室と缶室の間を前後に広く取るフランス式で、缶室被弾時の被害極限に有利な他、艦前後方向の重心バランスに好影響を与える配置で、アルゼンチン以前ではイタリア海軍の装甲巡洋艦でも採用された配置である。推進軸数が3軸なのはドイツ式で、巡航時には中央軸のみで走れる為に燃費が良く、低速時には舵の効きがよい利点がある。

## 艦歴
リバダビア級戦艦は、2隻ともアメリカ合衆国で建造された。ネームシップの「リバダビア」はマサチューセッツ州クインシーのフォアリバー造船所に発注され、1910年5月25日に起工された。翌年の1911年8月には進水式が行われ、1914年12月に竣工した。2番艦「モレノ」もニュージャージー州カムデンのニューヨーク造船所に発注され、1910年7月29日に起工された。翌年の1911年9月に進水、1915年4月に竣工した。第一次世界大戦後、1924年から1926年にかけてアメリカでボイラー缶を石炭専焼缶から重油専焼缶に乗せかえる工事を実施した。これにより最大出力は45,000hpとなり、速力も23ノットになった。更に1935年には近代化改装を実施、外観上の変更点は2番・5番主砲塔天蓋に測距儀が載り、前檣と後檣に射撃方位盤と射撃管制装置が更新され、それに伴い後部の単脚檣は三脚檣に変えられた。1937年には2番艦「モレノ」がジョージ6世戴冠記念観艦式に参加した。
第二次世界大戦でアルゼンチンは中立国となり、連合国として参戦したのは1945年3月27日であった。リバダビア級戦艦が戦闘に参加することはなかった。
1949年になると、「モレノ」は予備艦となった。1957年、「モレノ」はスクラップとして日本の八幡製鐵に売却された。5月12日、アルゼンチンを出発し曳航されて太平洋を横断する。ハワイ諸島を経由し、8月17日に日本列島へ到着した。
横須賀市にある記念艦「三笠」の修復にはチリ海軍の戦艦「アルミランテ・ラトーレ」（1959年、横須賀で解体）が用いられたが、「モレノ」の部品も利用された可能性がある。
「リバダビア」は1951年には行動不能となり、一部の武装が撤去された。1957年2月1日に除籍され、イタリアの会社へ売却後、1959年に解体された。
リバダビア級戦艦2隻が予備役になると、1950年代のアメリカ合衆国はアルゼンチンにブルックリン級軽巡洋艦2隻を売却した。

## 同型艦
- リバダビア (Rivadavia) - 艦名は1825年のアルゼンチン・ブラジル戦争において、ラ・プラタ連合州の大統領を務めたベルナルディーノ・リバダビア（スペイン語版、英語版）に由来する[注釈 3]。
- モレノ（スペイン語版、英語版） (Moreno) - 艦名はプリメーラ・フンタ（英語版）（リオ・デ・ラ・プラタ州暫定統治政権）の重要な政治家であったマリア―ノ・モレノ（スペイン語版、英語版）に由来する[注釈 4]。